# Gorakhnath
Gorakhnath (sanskryt गोरखनाथ, trl. gorakhanātha, też Gorakszanath, trl. gorakṣanātha ) – indyjski filozof, wyzwolony
mistrz (guru) jogi (mahajogin), domniemany założyciel dwunastu tradycji nathów (nathasampradaja, nathizm). Gorakszanatha to mahasiddha zaliczany do grupy dziewięciu najważniejszych z osiemdziesięciu czterech mahasiddhów, postrzegany w hinduizmie i buddyzmie też jako święty, cudotwórca, alchemik, a nawet bóstwo. Patron Gurkhów.

## Etymologia i inne imiona
Słowo sanskryckie go to krowa, czasownik sanskrycki raksz- posiada znaczenie chronić, stąd goraksza oznacza chroniący krowy. Tak można nazywać osobę panująca nad mową, jak również hathajogina, który zdobył biegłość w technice mudry o nazwie khećarimudra.
Oprócz imienia Gorakhnath, święty ten jest znany pod imionami:
Gorakszanatha, Gorakszanath, Goraksza.

## Życiorys
Okres, w którym żył Gorakszanatha, źródła określają na VII-XVI wiek. Możliwe iż był współczesny Nanakowi i Kabirowi. Ważne miejsca jego działalności to Bengal i Pendżab. Miejsce śmierci świętego nie zostało określone.

## Droga duchowa
Tradycyjne źródła dość zgodnie podają, że w bardzo młodym wieku Goraksza stał się wyrzeczeńcem i wędrował po Półwyspie Indyjskim jako guru i siddha. Jego najważniejszym duchowym przewodnikiem był Matsjendranath. Niektóre utwory utożsamiają obie ich postacie.
Obaj są uznawani za pierwszych ziemskich patronów tradycji nathjoginów i hathajoginów. Znana jest opowieść o opanowaniu Matsjendranatha przez doświadczenia zmysłowe a szczególnie w zależność od pięknych kobiet, któremu z pomocą przychodzi Gorakszanatha.
Zamieniwszy się w piękną tancerkę, kieruje do niego przemówienie, nawracające na drogę ascetycznych praktyki po którym Matsjendranath rozpoznaje swój stan i kończy pałacową przygodę. Podaje się, że Gorakszanatha jako reformator jogi, scalił w jeden system techniki alchemii tantrycznej rasasiddhów z fizycznymi i psychicznymi praktykami hathajogi. Bywa też wskazywany jako pierwszy historyczny nauczyciel hathajogi, jej odkrywca.
Niekiedy jest opisywany jako widjadhara.

## Dzieła
Gorakszanatha uznawany jest za jednego z pierwszych twórców prozy w językach pańdźabi i hindi. Inne źródła podają natomiast, że tworzył w językach apabhransi i sanskryt.
Brak jest pewności, czy wszystkie z przypisywanych mu dzieł są jego autorstwa. Tradycja zalicza do nich:
- Amaraughaprabodha
- Atmabodha
- Amanaska
- Dźńatamrytaśastra
- Gorakhbodh (Przebudzenie Gorakhnatha)
- Goraksaśataka (Setka [strof] Gorakszy)
- Gorakszasahasranama
- Gorakszasanhita (Gorakszapdhati) – traktat alchemii hinduistycznej
- Gorakszapistika
- Gorakszagita
- Jogabidźa
- Jogaćintamani
- Jogamartanda
- Jogasiddhantapaddhati
- Nawaśaktiszatka (Sześć [strof] o dziewięciu mocach)
- Siddhasiddhantapaddhati (Drogi praktyki siddhów)
- Wiwekamartanda

## Doktryna
Nauki Gorakszanathy to:
- najwyższa istota o dwubiegunowej postaci Śiwa-Śakti. Przy czym Śiwa pojmowany jako parasamwit – najwyższy byt, ostateczna zasada bytu, absolutna świadomość. Para ta, jak i trójka bogów Trimurti zawiera się w nathabrahmanie (inaczej określanym jako natha)[12].
- kolejne coraz mniej subtelne plany egzystencji powstające z transcendentalnego Śiwy, dzięki zawartej w nim mocy samoprzejawiania się i różnicowania. Ona rodzi manifestacje, których gra inicjuje procesy kosmotwórcze. Wszechświat nie jest tworem statycznego i wyrachowanego Stwórcy a spontanicznych aktów zamanifestowanych sił[13].
- istota ludzka jako agregat siedmiu ciał-powłok (pańćaka, zawierających rozliczne nadi i dziewięć głównych ćakr[14]), z których ciało fizyczne (bhutapinda) jest najmniej subtelne, z racji budowy z cząstek pięciu żywiołów.
- ideał doskonałego nathajogina, dla którego doświadczenia z ziemskiego świata są źródłami błogości przesycającej świadomość. Stąd radości czy smutki mają ten sam efekt – jednakowy smak (samarasa).
- przebudowa ciał z fizycznym włącznie, gwarantująca długowieczność nathajogina[15].

## Recepcja w pismach hinduistycznych
Gorakhnath, Goraksza, jak i inne z imion tej postaci wielokrotnie występują w dziełach hinduizmu i buddyzmu, szczególnie w literaturze hathajogicznej. Znajdują się wśród nich:
- Hathajogapradipika
- Gherardasanhita
- Gorakszabhudźanga
- Gorakszasiddhantasangraha
- Gorakszawaćanasangraha

## Kult

### Świątynie
Szczególną popularnością cieszy się kompleks świątynny w Gorakhpurze w północnych Indiach,
mieście nazwanym od imienia tego świętego. Zgodnie z wiarą hinduistów centralna świątynia zawiera samadhi mahasiddhy Goraksznathy. W skład kompleksu wchodzi też klasztor (matha) adeptów nathsampradaji.